# NGC 4679
NGC 4679 ist eine Balkenspiralgalaxie vom Hubble-Typ SBc im Sternbild Zentaur und etwa 200 Millionen Lichtjahre von der Milchstraße entfernt. 
Sie wurde am 22. April 1835 von John Herschel mit einem 18-Zoll-Spiegelteleskop entdeckt, der sie mit „extremely extremely faint, pretty large, round, 60 arcseconds. (No doubt.)“ beschrieb.